# Slag bij Rivoli
De Slag bij Rivoli van 14 januari tot 15 januari 1797 was een veldslag bij Rivoli waarbij het Frans expeditieleger van de Italiaanse Veldtocht van 1796-1797 van Napoleon Bonaparte het Oostenrijks expeditieleger van József Alvinczi versloeg dat gestuurd was om het Beleg van Mantua te ontzetten in de Eerste Coalitieoorlog.

## Oostenrijkse slagorde
József Alvinczi had de Slag bij de brug van Arcole verloren tegen Napoleon Bonaparte, maar had zich teruggetrokken en zijn leger van 28.022 man gehergroepeerd in vijf colonnes om het Beleg van Mantua te ontzetten.
- Expeditieleger: Feldzeugmeister József Alvinczi 28.022 man[1]
  - Colonnes:
    - Brigade 1: kolonel Franz Xaver Joseph de Lusignan 4556 man
      - 4556 soldaten in vier bataljons en 12 compagnieën infanterie

    - Brigade 2: generaal-majoor Anton de Kisfalud 5065 man
      - 5065 in vier bataljons en zes compagnieën infanterie

    - Brigade 3: generaal-majoor Samuel Köblös 4138 man
      - 4138 man in vijf bataljons en zes compagnieën infanterie

    - Brigade 6: generaal-majoor Joseph Philipp Vukasović 2871 man
      - 2795 man in drie bataljons en vijf compagnieën infanterie en 76 ruiters in een half eskadron cavalerie

  - Divisie: luitenant-veldmaarschalk Peter Vitus von Quosdanovich
    - Brigade 4: generaal-majoor Joseph Ocskay von Ocsko 3521 man
      - 2692 man in vier bataljons infanterie en acht eskadrons cavalerie

    - Brigade 5: generaal-majoor Heinrich XV. Reuß zu Greiz 7871 man
      - 6986 man in 9 bataljons infanterie en 885 ruiters in 5,5 eskadrons cavalerie
- Korps bij Vicenza: generaal-majoor Adam Bajalics von Bajahaza 6241 man
  - 6081 man in 6 bataljons infanterie en 160 ruiters in een eskadron cavalerie
- Korps bij Padua: luitenant-veldmaarschalk Giovanni Provera 9097 man
  - 8379 man in tien bataljons infanterie plus 718 ruiters in 8,5 eskadrons cavalerie
- Korps bij Borgo Valsugana: generaal-majoor Anton Ferdinand Mittrowsky 3570 man
  - 3497 man in vier bataljons infanterie plus 73 ruiters in een half eskadron cavalerie
- Garnizoen te Mantua: veldmaarschalk Dagobert Sigmund von Wurmser 18.493 man, waarvan 9800 gevechtsklaar

## Franse slagorde
De legers van Napoleon lagen verspreid over Mantua, Verona en Rivoli.
- Leger van Italië: Napoleon Bonaparte 48.610 man
  - Divisie: André Masséna 8.851 man met twee regimenten cavalerie
    - Brigade: Jean-Charles Monnier
    - Brigade: Guillaume Brune
    - Brigade: Charles Leclerc

  - Divisie: Pierre François Charles Augereau 8.665 man met vier regimenten cavalerie
    - Brigade: Jean Joseph Guieu
    - Brigade: François Point
    - Brigade: Jean-Antoine Verdier
    - Brigade: Frédéric Walther, cavalerie

  - Divisie: Barthélemy Catherine Joubert 10.250 man met een regiment cavalerie
    - Brigade: Honoré Vial
    - Brigade: Claude Lebley
    - Brigade: Thomas Sandos

  - Division: Gabriel-Venance Rey 4.156 man met twee regimenten cavalerie
    - Brigade: Antoine Veaux
    - Brigade: Louis Baraguey d'Hilliers
    - Brigade: Joachim Murat

  - Divisie: Jean-Mathieu-Philibert Sérurier 10.230 man met twee regimenten cavalerie
    - Thomas Alexandre Dumas kleine divisie
    - Claude Dallemagne kleine divisie
    - Brigade: Jean Davin
    - Brigade: Sextius Alexandre François de Miollis
    - Brigade: André Monleau
    - Brigade: Emmanuel de Serviez
    - Brigade: Jean de La Salcette

  - Reserve: Napoleon Bonaparte
    - Brigade: Charles Dugua 658 man in twee regimenten cavalerie
    - Brigade: Claude Victor-Perrin 1.800 man met een regiment cavalerie
    - Brigade: Jean Lannes 2000 man

## Strijd

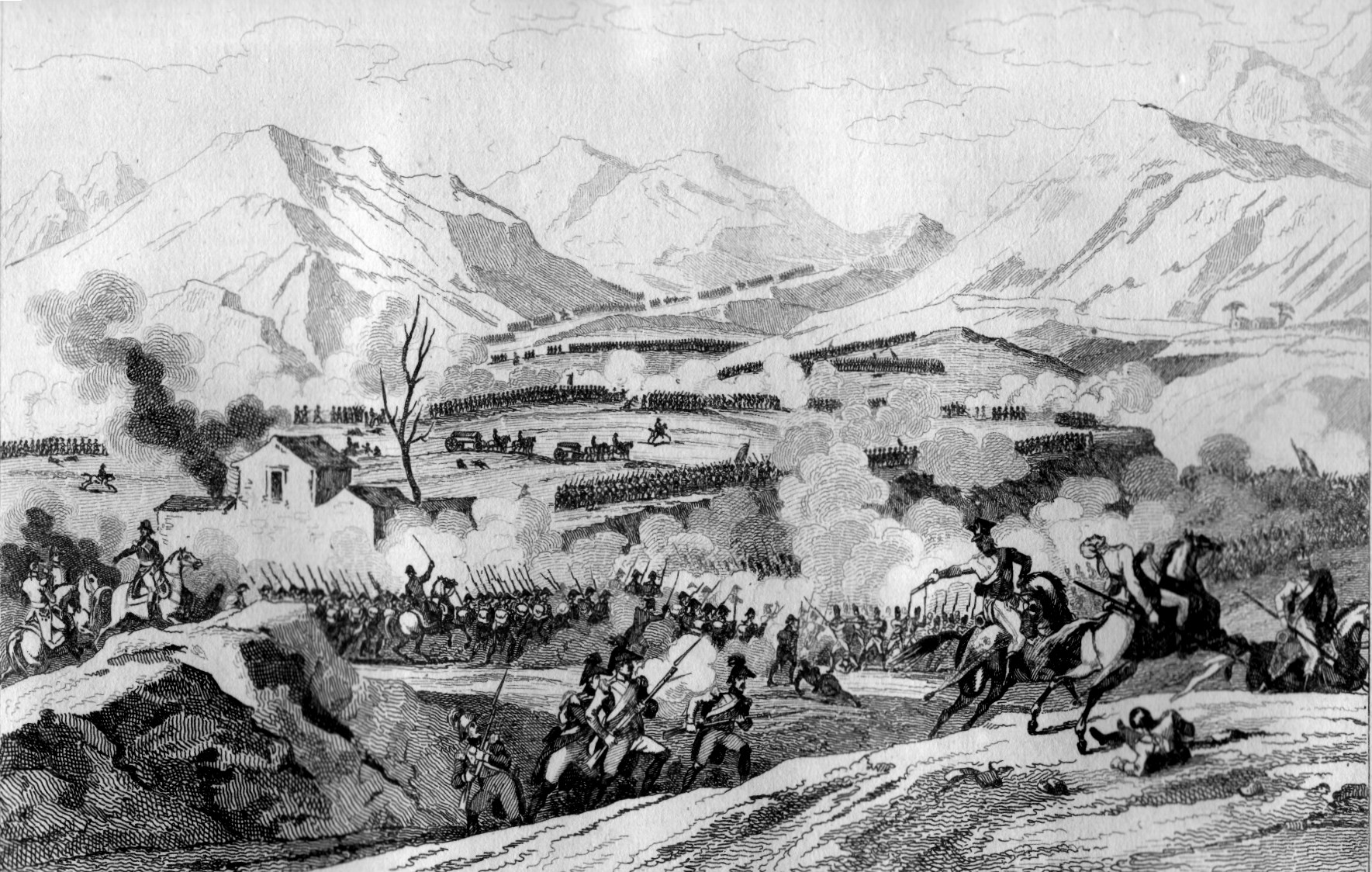
Tekening van de slag

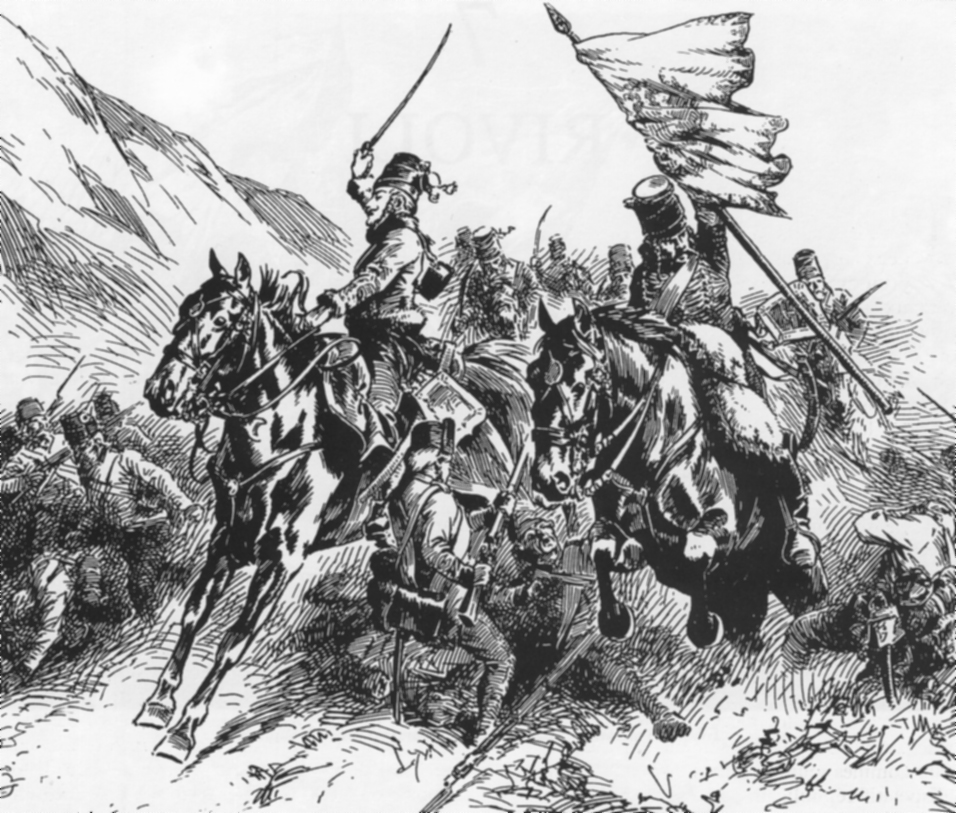
Lasalle

Alvinczi wilde Joubert met een overmacht verslaan in de bergen ten oosten van het Gardameer en dan in de open vlakte ten noorden van Mantua slag leveren, zodat hij met zijn groter aantal in het voordeel zou zijn om de Fransen van de vlakte van de Po te verdrijven en het beleg van Mantua te ontzetten.
Op 12 januari 1797 viel Alvinczi de 10.250 man van Joubert aan. Die trok zich terug en hield stand in een verdedigende stelling op de hoogvlakte van Trambasore ten noorden van 
Rivoli.
Hij kreeg op 14 januari versterking van Louis Alexandre Berthier.
Om 2h00 kwam Napoleon Bonaparte daar ook aan. Napoleon beval Joubert om de kapel van San Marco te heroveren. Joubert viel om 4h00 aan en verdreef de Oostenrijkers ten koste van zware verliezen uit de kapel van San Marco .
In de ochtend van zaterdag 14 januari had Alvinczi drie colonnes samengetrokken tussen Caprino Veronese rechts en de kapel van San Marco links. De brigade van Franz Xaver Joseph de Lusignan rukte op naar het noorden van Monte Baldo en de troepen van Peter Vitus von Quosdanovich en Joseph Philipp Vukasović rukten op langs de wegen aan beide zijden van de Adige. Voor zonsopgang rukten de Fransen op langs de weg van Rivoli naar Incanale.
Om 9h00 lanceerden de Oostenrijkse brigades van Samuel Koblos en Anton Lipthay de Kisfalud een tegenaanval op de Franse troepen op de hoogvlakte van Trambasore. Een andere colonne onder Heinrich XV. Reuß zu Greiz viel de Franse rechtervleugel aan via de vallei van Rivoli.
Op de Franse rechterflank was Vukasović gevorderd langs de oostelijke oever van de Adige en had hij batterijen opgesteld tegenover het dorp Osteria. Zijn kanonvuur en de aanvallen van Quosdanovich verdreven de Fransen uit Osteria naar de hoogvlakte van Rivoli.
Om 9h00 kwam André Masséna met zijn divisie van 8851 man na een geforceerde mars van 148 km in twee dagen uit het zuiden op het slagveld en waren de Fransen in het voordeel. Napoleon roemde Masséna als “troetelkind van de overwinning” en prees diens geforceerde mars “beter dan de legioenen van Caesar”.
Om 10h00 schoten de Oostenrijkers vanaf de linkeroever van de Adige op de Fransen.
Om 11h00 bestormden 3000 Oostenrijkse versterkingen van Quosdanovich de hoogvlakte om de Fransen terug te drijven. Oostenrijkse dragonders baanden al vechtend een weg.
Bonaparte kreeg bericht, dat kolonel Lusignan de terugweg ten zuiden van Rivoli versperde. Bonaparte beval de net van het Gardameer aangekomen 18e halve brigade ("de dapperen") om een bres te slaan.
Ondertussen hielden colonnes infanterie en cavalerie van Leclerc en Antoine Charles Louis de Lasalle de Oostenrijkse doorbraak tegen.
De 18e halve brigade hield Lusignan bezig.
Bonaparte, Joubert en Louis Alexandre Berthier zetten tegenaanvallen in.
Bonaparte richtte zich op Quosdanovich. Bonaparte stuurde Joubert uit het schootsveld en schoot met een batterij van 15 kanonnen kartets op de Oostenrijkse colonne. De Oostenrijkse dragonders keerden om en vertrappelden hun eigen infanterie.
Quosdanovich trok zijn troepen terug buiten het bereik van de kanonnen.
Lusignan werd van voor aangevallen door de brigade van Guillaume Brune, de divisie van Gabriel-Venance Rey uit Castelnuovo del Garda en de brigade van Claude Victor-Perrin. Lusignan vluchtte met zijn overblijvende 2000 man.
Generaal Leclerc viel de colonne van voor aan, terwijl Joubert vanuit San Marco in de flank aanviel. Lasalle chargeerde met 26 ruiters van het 22e jagers te paard, nam een bataljon krijgsgevangen en veroverde vijf vlaggen.
Joseph Ocskay von Ocsko viel aan vanuit San Marco en dreef de brigade van Honoré Vial terug.
Om 12h00 chargeerde de cavalerie van Joachim Murat tegen de flanken van Ocskay en dreef ze terug naar hun stelling van de ochtend.
Op 15 januari viel Joubert opnieuw aan en overwon.
De divisies van generaal Rey en de brigade van generaal Claude Victor-Perrin namen 3000 man van Lusignan gevangen.

## Balans
De Fransen telden 3200 doden en gewonden en 1000 krijgsgevangenen; de Oostenrijkers telden 4000 doden en gewonden en 8000 krijgsgevangenen en verloren 40 kanonnen.

## Mantua
De volgende dag achtervolgden Joubert en Ray Alvinczi, die in de vallei van de Adige naar het noorden vluchtte en dan naar het leger van Giovanni Provera. Op 13 januari stak zijn korps van 9000 man over ten noorden van Legnano om het beleg van Mantua door Jean-Mathieu-Philibert Sérurier te ontzetten.
In de nacht van 15 januari zond Provera een bericht naar Dagobert Sigmund von Wurmser dat hij moest uitbreken. Op 16 januari brak Wurmser uit Mantua, maar Sérurier dreef hem terug. Masséna had een geforceerde mars ingezet vanuit Rivoli en viel langs voor aan, terwijl de divisie van Pierre François Charles Augereau langs achter aanviel. Het Oostenrijks expeditieleger gaf zich over.
Napoleon Bonaparte zette het beleg van Mantua voort en op 2 februari gaf het garnizoen van 16.000 man in Mantua zich over. Ze legden hun wapens neer en mochten naar Oostenrijk terugkeren mits ze hun erewoord gaven dat ze een jaar lang niet tegen Frankrijk zouden vechten.

## Rome
Alle Oostenrijkers waren uit Italië verdreven. Op 18 februari marcheerde Bonaparte met 8000 man naar Rome. Paus Pius VI ging akkoord met een verdrag in Tolentino.
De bergpassen in de Alpen waren toe door sneeuw en Oostenrijk weigerde vredesvoorstellen van Bonaparte. Bonaparte keerde naar het oosten en zette mars naar de hoofdstad Wenen.

## Verwijzingen
- Honoré de Balzac beschreef de slag in Le Médecin de campagne:
- De Rue de Rivoli in Parijs is genoemd naar de slag
- Het spel Rivoli 1797 van Frédéric Bey en Marc Brandsma gaat over de slag.

Nederlanden: Marquain · Rijsel (1792) · Jemappes · Namen (1792) · Maastricht (1793) · Breda · Aldenhoven (1793) · Neerwinden · Raimes · Famars · Aarlen · Valencijn · Duinkerke · Hondschote · Menen ·  Wattignies · Moeskroen · Tourcoing · Doornik · Erquelinnes · Gosselies · Ieper · Hooglede · Fleurus · Boxtel · Sprimont · Maastricht (1794) · 's-Hertogenbosch · Aldenhoven (1794) · Puiflijk · Nijmegen · Luxemburg · Den Helder · Camperduin

Rijnfront: Verdun · Thionville · Valmy · Mainz (1792) · Mainz (1793) · Vogezen/Tripstadt · Mainz (1795) · Amberg · Würzburg

Italiaans front: Genua · Hyères · Rovereto · Bassano · Montenotte · Dego · Lodi · Arcole · Rivoli

Overige fronten (Vendée, Spanje): Fontenay-le-Comte · Toulon · Cholet · Luçon · Truillas · Boulou · San Lorenzo · Santa Cruz · Kaap Sint-Vincent
West-Indië: Guadeloupe · Martinique